# Эндоцеллион
Эндоце́ллион (лат. Endocellion) — олиготипный род двудольных растений семейства Астровые (Asteraceae). Включает всего два вида многолетних трав, распространённых на территории России (Восточная Сибирь, Дальний Восток) и Монголии.
Ближайшие родственники — виды рода Белокопытник; в этот род часто включают и виды эндоцеллиона.

## Ботаническое описание
Многолетники с половым полиморфизмом — имеются пестичные растения и растения с гиномоноэцией. Корневище тонкое, нитевидное, утолщённое только прямо у побега. Листья в прикорневой розетке появляются одновременно с распусканием цветков, на черешках. Листовая пластинка с пальчатым жилкованием, яйцевидной формы, с обрубленным, слабо сердцевидным или клиновидным основанием, без надреза на конце. Цветоносный стебель с сидячими чешуевидными листьями.
Корзинка одиночная на верхушке побега, реже (у женских растений) в группах по две-три. Листочки обёртки расположены в один ряд; под ними имеется несколько маленьких прицветников. Корзинки физиологически мужских растений содержат цветки двух типов: многочисленные обоеполые, но стерильные цветки — срединные, жёлтого цвета, с пятизубчатым венчиком, и немногочисленные пестичные цветки — язычковые, по краю соцветия в один ряд. У физиологически женских растений обоеполые срединные цветки отсутствуют, краевые язычковые пестичные цветки многочисленные.
Плоды — цилиндрические семянки с хохолком, в 2—3 раза превышающим саму семянку по длине.
Обнаруженные числа хромосом — n = 28, 29, 30, ~50+, 56.

## Систематика
Род был впервые описан в 1865 году в 38-м томе «Бюллетеня Императорского Московского общества испытателей природы» с единственным видом Endocellion boreale. Фердинанд Готтфрид фон Хердер опубликовал в своей статье описание нового рода, взятое из гербарных записей Н. С. Турчанинова, предыдущей зимой скончавшегося. С этим единственным видом род принимался в 1883 году Р. Э. Траутфеттером. Впоследствии вид был определён синонимом описанного в 1792 году И. Ф. Гмелином Petasites sibiricus и обычно под этим названием включался в состав рода Белокопытник (Petasites). Во «Флоре СССР» Л. А. Куприянова рассматривала Endocellion в качестве подрода рода Нардосмия (Nardosmia), впервые оговариваясь о возможном восстановлении в отдельный род. К подроду были отнесены два вида — Nardosmia gmelini и Nardosmia glacialis.
В 1972 году чешский ботаник Ян Томан провёл монографическую обработку родов Белокопытник и Эндоцеллион и на основании морфологических отличий признал самостоятельность последнего в том же объёме, в котором понимался подрод у Куприяновой.
С появлением данных молекулярной филогенетики систематика растений и, в частности, семейства Астровые была подвергнута существенному пересмотру. Данные, полученные при секвенировании хлоропластной ДНК, подтвердили происхождение двух видов рода от общего предка. Однако секвенирование ВТС дало противоположные результаты: эндоцеллион ледниковый оказался в кладе с белокопытниками холодным и Татеваки, а эндоцеллион сибирский оказался близким родственником белокопытников душистого, гладкого и ложного. Подобное несоответствие может объясняться гибридизацией предковых видов этих родов. Среди белокопытников описано множество гибридов, а многочисленные обнаруженные числа хромосом говорят о вероятной способности к образованию полиплоидов.
Так или иначе, морфологические отличия эндоцеллиона от белокопытника позволяют считать род самостоятельным. К таковым относятся одиночные, реже собранные по 2—3 соцветия (у белокопытника в больших группах), появляющиеся одновременно с цветением прикорневые листья (у белокопытника они вырастают только после цветения) и очень тонкие корневища (у белокопытника они толстые, у некоторых видов вовсе клубневидные).

### Синонимы
- Nardosmia subg. Endocellion (Turcz. ex Herder) Kuprian., 1961

### Виды
- Endocellion glaciale (Ledeb.) J.Toman, 1972 — Эндоцеллион ледниковый
[syn.  Petasites glacialis (Ledeb.) Polunin, 1951 — Белокопытник ледниковый]
- Endocellion sibiricum (J.F.Gmel.) J.Toman, 1972 — Эндоцеллион сибирский
[syn.  Petasites sibiricus (J.F.Gmel.) Dingwall, 1975 — Белокопытник сибирский]